# Mario Party: The Top 100
Mario Party: The Top 100, noto in Giappone con il titolo Mario Party 100 Minigame Collection (マリオパーティ100 ミニゲームコレクション?, Mario Pāti 100 Minigēmu Korekushon), è un videogioco party sviluppato da NDcube e pubblicato da Nintendo. Quindicesimo titolo della serie Mario Party a Mario, è uscito inizialmente in Nordamerica il 10 novembre 2017, mentre in Europa è stato pubblicato il 22 dicembre 2017. In Giappone, invece, è stato pubblicato il 28 dicembre.

## Modalità di gioco
Il gioco non introduce alcuna novità di rilievo, in quanto consiste in una compilation di 100 minigiochi tratti da tutti i capitoli della serie Mario Party pubblicati per console casalinghe (dal primo Mario Party per Nintendo 64 a Mario Party 10 per Wii U). In tutto le modalità di gioco sono 4:
- Sfida Minigiochi (da 1 a 4 giocatori): in questa modalità, molto simile alla Corsa ai palloncini di Mario Party: Star Rush, i giocatori gareggiano fra di loro per ricevere delle monete utili per ottenere dei Palloncini Stella, di cui se ne dovrà ottenere di più per vincere la partita una volta finiti i turni. Come nel capitolo precedente, i personaggi si muovono assieme senza aspettare il proprio turno e dovranno prendere i palloncini minigioco per sfidarsi, anche se non è possibile cambiare il tabellone che rimarrà lo stesso per ogni partita.

- Isola dei Minigiochi (1 giocatore): in questa modalità il giocatore deve superare quattro mondi battendo in delle sfide minigiochi dei personaggi controllati dalla CPU e dei boss, tra cui Bowser e Donkey Kong. Vincendo, potrà ottenere delle stelle e delle monete per poi proseguire, ma, se arriva alle ultime posizioni, perde una delle tre vite a sua disposizione. Tuttavia fanno eccezione le Sfide Bowser, in cui il giocatore dovrà arrivare per forza primo per andare avanti.

- Vinci la serie (da 1 a 4 giocatori): in questa modalità i giocatori partecipano a dei minigiochi a scelta. L'obiettivo della partita è quello di vincere almeno a 3 0 a 5 minigiochi.

- Decathlon (da 1 a 4 giocatori): in questa modalità, ripresa da Mario Party 5, i giocatori gareggiano in 5 o 10 minigiochi e devono raggiungere il punteggio più alto per vincere.

## Personaggi
I personaggi giocabili sono 8:
- Mario
- Luigi
- Peach
- Daisy
- Wario
- Waluigi
- Yoshi
- Rosalinda